# Історія культури
Історія культури — розділ історичної науки та культурології, присвячений вивченню розвитку і взаємодії аспектів людської діяльності, так чи інакше пов’язаних з культурою. Крім того, історія культури є окремою соціально-гуманітарною академічною дисципліною.
Предмет історії культури — ціннісний світ історичних епох, народів, індивідів та інших носіїв історичного процесу.
Вивчення історії культури існує стільки ж, скільки і історична наука, однак саме поняття історії культури трактується, найчастіше, по-різному. У зв’язку з традицією вивчення культури переважно мистецтвознавцями, що склалася на пострадянському просторі, у рамках історії культури часто викладається історія мистецтв.